# Martin Cikl
Martin Cikl (* 17. srpna 1987 Varnsdorf) je bývalý český skokan na lyžích, který závodil v letech 2002–2015.
Startoval na Zimních olympijských hrách 2010, kde se v závodě na velkém můstku umístil na 41. místě. V letech 2004 a 2005 se účastnil juniorských světových šampionátů, v individuálních závodech byl nejlépe desátý. Ve Světovém poháru předvedl nejlepší výkon v roce 2007, když byl na velkém můstku ve švýcarském Engelbergu devátý. Po málo úspěšných posledních letech se rozhodl roku 2015 ukončit skokanskou kariéru. V roce 2023 působil jako spolukomentátor České televize.